# روسلان قربان‌اف
روسلان قربان‌اف (ترکی آذربایجانی: Ruslan İldar oğlu Qurbanov؛ زادهٔ ۱۲ سپتامبر ۱۹۹۱) بازیکن فوتبال اهل روسیه است.
از باشگاه‌هایی که در آن بازی کرده‌است می‌توان به باشگاه فوتبال شماخی، باشگاه فوتبال هایدوک اسپلیت، باشگاه فوتبال نفتچی باکو، باشگاه فوتبال روستوف، باشگاه فوتبال قبله، باشگاه فوتبال زیره، باشگاه فوتبال سبایل، و باشگاه فوتبال سومقاییت اشاره کرد.
وی همچنین در تیم‌های ملی فوتبال زیر ۲۱ سال جمهوری آذربایجان و جمهوری آذربایجان بازی کرده‌است.